# Lissotriton
Lissotriton es un género de anfibios caudados de la familia Salamandridae. Se distribuyen por Europa y Anatolia

## Especies
Se reconocen las siguientes:
- Lissotriton boscai, (Lataste, 1879)
- Lissotriton graecus, (Wolterstorff, 1906)
- Lissotriton helveticus, (Razoumovsky, 1789)
- Lissotriton italicus, (Peracca, 1898)
- Lissotriton kosswigi, (Fleytag, 1955)
- Lissotriton lantzi, (Wolterstorff, 1914)
- Lissotriton maltzani, (Boettger, 1879)
- Lissotriton meridionalis, (Boulenger, 1882)
- Lissotriton montadoni, (Boulenger, 1880)
- Lissotriton vulgaris, (Linnaeus, 1758)